# 롤스로이스 홀딩스
롤스로이스 홀딩스(Rolls-Royce Holdings)는 1906년에 설립된 영국 정부 소유의 항공기 엔진 제작회사이다. 제너럴 일렉트릭에 이어 세계 2위의 항공기 엔진 회사이다. 본사는 런던에 있다.

## 역사
1906년 3월 15일, 찰스 롤스와 헨리 로이스는 롤스로이스 유한회사(Rolls-Royce Limited)를 설립했다. 자동차 회사이자 비행기 엔진 회사였다. 1971년에 항공기용 엔진인 롤스로이스 RB211의 개발과 관련하여 경영난을 겪으면서 영국 정부에 의해 국유화되었다. 이 사건으로 RB211 엔진의 출고가 지연되었고, 이로 인해 생산에 큰 차질을 빚은 기종이 록히드 L-1011 트라이스타다. 1973년 영국 정부는 롤스로이스 자동차를 민간에 매각했다. 이로써 롤스로이스 plc가 분리되었다. 롤스로이스 자동차는 독일의 항공기 엔진 회사이자 자동차 회사인 BMW에 인수되었다.

## 특징
항공기용 엔진은 주로 3축 방식으로 내놓는다.
항공기용 엔진의 정비를 자사에서 받게 하도록 하는 원칙을 고수하고 있어서, 대한항공같이 자체 중정비창을 보유하는 항공사들은 롤스로이스 홀딩스의 엔진을 아예 운용하지 않는다.

## 같이 보기
- 롤스로이스 유한회사
- 롤스로이스 자동차
- 프랫 & 휘트니 : 경쟁 항공기 엔진 제작 회사
- GE 에이비에이션 : 제너럴 일렉트릭 항공기 엔진 제작 자회사